# Nordiska Trähus
Nordiska Trähus AB, tidigare Nordiska Trähus i Vrigstad AB, var en svensk industri som bedrev trähustillverkning i Vrigstad i Sävsjö kommun. Företaget grundades 1969 av bröderna Karl-Åke Hjälmeby (född 1929) och Gösta Hjälmeby (född 1937) tillsammans med Kenneth Almqvist (född 1943). Företaget expanderade snabbt och var på 1980-talet bland de 5–7 största i landet med en omsättning på 150 miljoner och 180 anställda. Gösta Hjälmeby var verkställande direktör från starten 1969 till 1986 då han blev arbetande styrelseordförande i bolaget.
Företaget köptes på 1990-talet upp av Myresjöhus och verksamheten lades så småningom ner. I lokalerna bedriver i dag Smålandsvillan verksamhet.